# Ferrari 412 MI
La 412 MI è una autovettura monoposto da competizione prodotta dalla Ferrari nel 1958 in un solo esemplare.

## Il contesto e le competizioni
La cifra “412” nel nome della vettura richiamava le caratteristiche generali del motore, ovvero la cilindrata, che era 4 L, ed il numero e la disposizione dei cilindri, che erano 12 disposti a V. La sigla “MI” invece significava “Monza Indianapolis”, e si riferiva alla gara per cui fu progettata e costruita.

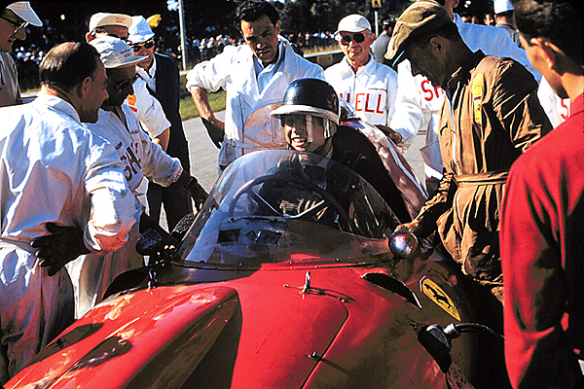
Mike Hawthorn sulla Ferrari 412 MI

Questa competizione fu organizzata nel 1958 all'Autodromo di Monza, e parteciparono vetture monoposto europee e statunitensi adatte a cimentarsi in gare su piste ovali tipo Indianapolis. Fu il secondo e ultimo anno in cui fu organizzata per gli scarsi risultati ottenuti, e la Ferrari e la Maserati presero parte a questo evento con, rispettivamente, due modelli (la 326 MI e, appunto, la “412 MI”) ed uno. Dopo questa gara la Scuderia del cavallino rampante non si recò più ad Indianapolis, sebbene avesse più volte progettato vetture per questo scopo.
Questo evento sportivo era diviso in tre parti, ognuna lunga 267 km, che portavano nel complesso la lunghezza della competizione a 500 miglia (da cui il nome della gara, 500 Miglia di Monza), ossia circa 800 km. Durante questa gara la 412 MI, condotta da Luigi Musso e Mike Hawthorn, raggiunse la velocità media di 280 km/h, grazie alla considerevole potenza del suo propulsore.

## Caratteristiche tecniche
Il motore era un V12 a 60° anteriore e longitudinale, derivato da quello della 250 Testa Rossa. L'alesaggio e la corsa erano rispettivamente 77 mm e 72 mm, che facevano arrivare la cilindrata totale a 4023,32 cm³. Il rapporto di compressione era di 9,8:1. La potenza massima erogata dal propulsore era di 447 CV a 7700 giri al minuto.
La distribuzione era formata da un doppio albero a camme in testa che muovevano due valvole per cilindro. L'alimentazione era assicurata da sei carburatori di marca Weber e modello 42 DCN. L'accensione era doppia con due magneti. La lubrificazione era a carter secco, mentre la frizione era multidisco.
Le sospensioni anteriori erano indipendenti, con quadrilateri trasversali, molle elicoidali e barra stabilizzatrice, mentre quelle posteriori erano formate da un ponte De Dion, doppi puntoni e da una balestra trasversale. Entrambe avevano installato ammortizzatori idraulici. I freni erano a tamburo, mentre il cambio era a tre rapporti più la retromarcia. Lo sterzo era a vite senza fine e settore dentato.
Il telaio era tubolare in acciaio, mentre la carrozzeria era monoposto.